# Jan Werner
Ne doit pas être confondu avec Jan Werner Danielsen.
Jan Werner (né le 25 juillet 1946 à Brzeziny et mort le 21 septembre 2014) est un athlète polonais spécialiste du 200 mètres et du 400 mètres. Licencié à l'AZS Varsovie, il mesure 1,91 m pour 86 kg.

## Carrière

### Palmarès
| Date | Compétition                    | Lieu     | Résultat | Épreuve     | Performance   |
| ---- | ------------------------------ | -------- | -------- | ----------- | ------------- |
| 1966 | Championnats d'Europe          | Budapest | 4e       | 200 mètres  | 21 s 1        |
| 1966 | Championnats d'Europe          | Budapest | 1er      | 4 × 400 m   | 3 min 04 s 5  |
| 1968 | Jeux européens en salle        | Madrid   | 1er      | 4 × 2 tours | 2 min 48 s 9  |
| 1968 | Jeux olympiques d'été          | Mexico   | 4e       | 4 × 400 m   | 3 min 00 s 5  |
| 1969 | Jeux européens en salle        | Belgrade | 2e       | 400 mètres  | 47 s 4        |
| 1969 | Jeux européens en salle        | Belgrade | 1er      | 4 × 2 tours | 3 min 01 s 9  |
| 1969 | Championnats d'Europe          | Athènes  | 1er      | 400 mètres  | 45 s 7        |
| 1970 | Championnats d'Europe en salle | Vienne   | 2e       | 4 × 400 m   | 3 min 07 s 5  |
| 1971 | Championnats d'Europe en salle | Sofia    | 1er      | 4 × 400 m   | 3 min 11 s 1  |
| 1971 | Championnats d'Europe          | Helsinki | 3e       | 400 mètres  | 45 s 56       |
| 1971 | Championnats d'Europe          | Helsinki | 2e       | 4 × 400 m   | 3 min 03 s 60 |
| 1972 | Championnats d'Europe en salle | Grenoble | 1er      | 4 × 2 tours | 3 min 11 s 1  |
| 1972 | Jeux olympiques d'été          | Munich   | 5e       | 4 × 400 m   | 3 min 01 s 1  |
| 1976 | Jeux olympiques d'été          | Montréal | 2e       | 4 × 400 m   | 3 min 01 s 43 |

### Records
| Épreuve    | Performance | Date        |
| ---------- | ----------- | ----------- |
| 200 mètres | 20 s 4      | 3 juin 1967 |
| 400 mètres | 45 s 44     | 1976        |